# John Rudometkin
John Rudometkin (Santa María, 6 de junio de 1940-Newcastle, 4 de agosto de 2015) fue un baloncestista estadounidense que jugó durante tres temporadas en la NBA. Con 1,98 metros de estatura, lo hacía en la posición de alero.

## Trayectoria deportiva

### Universidad
Jugó durante cuatro temporadas con los Trojans de la Universidad del Sur de California, en las que promedió 18,8 puntos y 10,5 rebotes por partido. Fue el máximo anotador del equipo en sus tres últimas temporadas, y consiguió en su momento los récords de puntos en una carrera (1.484, que permaneció vigente 23 años), porcentaje de anotación (18,8 puntos por partido) y rebotes (831). En 1961 fue incluido en el tercer mejor quinteto del All-American, mientras que en 1962 apareció en el segundo. En ambas temporada fue también incluido en el mejor quinteto de la Pacific Ten Conference.

### Profesional
Fue elegido en la undécima posición del Draft de la NBA de 1962 por New York Knicks, donde en su primera temporada promedió 5,2 puntos y 2,7 rebotes por partido. Al año siguiente mejoraría su aportación y sus minutos de juego, completando su mejor temporada como profesional, promediando 7,6 puntos y 3,2 rebotes. A pesar de ello fue despedido por su equipo, pasando varios meses sin jugar hasta que ya iniciada la temporada 1964-65 fichó como agente libre por los San Francisco Warriors, donde disputó 22 partidos.
Su carrera se vio truncada cuando le detectaron un linfoma no-Hodgkin que le apartó de los terrenos de juego.

## Estadísticas de su carrera en la NBA

### Temporada regular
| Temporada | Edad | Equipo                 | Liga | P   | TIT | MIN  | TC  | TCA | %TC  | 3P | 3PA | %3P | TL  | TLA | %TL  | R.OF. | R.DEF. | REB | ASIS | ROB | TAP | PER | FP  | PTS |
| 1962-63   | 22   | New York Knicks        | NBA  | 56  |     | 10.2 | 1.9 | 5.5 | .352 |    |     |     | 1.3 | 1.7 | .768 |       |        | 2.7 | 0.5  |     |     |     | 1.0 | 5.2 |
| 1963-64   | 23   | New York Knicks        | NBA  | 52  |     | 13.4 | 3.0 | 6.3 | .472 |    |     |     | 1.7 | 2.2 | .750 |       |        | 3.2 | 0.5  |     |     |     | 1.7 | 7.6 |
| 1964-65   | 24   | TOTAL                  | NBA  | 23  |     | 16.3 | 2.3 | 6.7 | .338 |    |     |     | 1.5 | 2.2 | .680 |       |        | 4.3 | 0.7  |     |     |     | 2.3 | 6.0 |
| 1964-65   | 24   | New York Knicks        | NBA  | 1   |     | 22.0 | 3.0 | 8.0 | .375 |    |     |     | 0.0 | 0.0 |      |       |        | 7.0 | 0.0  |     |     |     | 5.0 | 6.0 |
| 1964-65   | 24   | San Francisco Warriors | NBA  | 22  |     | 16.1 | 2.2 | 6.6 | .336 |    |     |     | 1.5 | 2.3 | .680 |       |        | 4.2 | 0.7  |     |     |     | 2.2 | 6.0 |
| Total     |      |                        | NBA  | 131 |     | 12.5 | 2.4 | 6.0 | .399 |    |     |     | 1.5 | 2.0 | .743 |       |        | 3.1 | 0.5  |     |     |     | 1.5 | 6.3 |

## Vida posterior
Tras estabilizar su enfermedad, Rudometkin se convirtió en un inversionista de bienes inmuebles, siendo también ministro de la iglesia y orador motivacional.